# Soccer au Canada
Le soccer au Canada concerne des équipes canadiennes évoluant dans des championnats au Canada ou dans des ligues nord-américaines.
Le soccer est le principal sport pratiqué au Canada avec le hockey sur glace et le Football canadien. Pourtant, le soccer au Canada ne fait l'objet que d'une exposition médiatique mineure et les meilleures équipes du pays évoluent dans des championnats majoritairement américains. Il n'existe pas de championnat exclusivement canadien au niveau national mais seulement des championnats régionaux dans les différentes provinces.

## Soccer masculin

### Ligues et championnats professionnels
En 2019 est lancée la Première ligue canadienne de soccer qui regroupe sept équipes professionnelles sur tout le territoire canadien.
Trois équipes canadiennes, le Toronto FC, les Whitecaps de Vancouver et l'Impact de Montréal, évoluent en Major League Soccer (MLS), le plus haut niveau du soccer au Canada et aux États-Unis. La réserve du Toronto FC évolue en USL League One (D3 américaine).
Le troisième niveau du soccer au Canada est composé de plusieurs ligues semi-professionnelles régionales : la Ligue1 Québec, la League1 Colombie-Britannique, la League1 Ontario.
L'ACS ne souhaite plus que des équipes canadiennes rejoignent des ligues mineures américaines sauf si elles sont trop éloignées de toutes compétitions canadiennes équivalentes. Ainsi en 2015, six équipes canadiennes évoluent en Premier Development League ; il s'agit du Forest City London, du K-W United FC, du Thunder Bay Chill, du WSA Winnipeg, du Calgary Foothills FC et la Toronto FC Academy.

### Championnats amateurs
Il existe, sous ses niveaux professionnels et semi-professionnels, différents championnats amateurs organisés à l'échelle de chaque province par les fédérations provinciales affilié à la fédération nationale, l'Association canadienne de soccer. Ainsi au Québec, la Fédération de soccer du Québec organise la Ligue de soccer élite du Québec.

### Championnat canadien
Un tournoi national canadien regroupant toutes les clubs professionnels du pays est créé en 2008 sous le nom de Championnat canadien. Il a pour finalité de déterminer l'équipe représentant le Canada dans la Ligue des champions de la CONCACAF et d'attribuer la Coupe des Voyageurs au champion du Canada,. Depuis 2011 et l'intégration du FC Edmonton à la compétition, le championnat canadien est organisé sous la forme d'une coupe et non plus d'un championnat sans que son appellation soit modifiée.

## Soccer féminin

### W-League
Le premier niveau de soccer féminin au Canada est la W-League, un championnat nord-américain semi-professionnel dans lequel participent huit équipes canadiennes: l'Amiral SC de Québec,  les Comètes de Laval, le Fury d'Ottawa, les Gryphons de London, Hamilton FC Rage, les Lady Lynx de Toronto, les Whitecaps de Vancouver et Victoria Highlanders FC. Chaque équipe joue en moyenne 14 matches par saison ( étalés sur les mois de mai, juin et juillet). Le calendrier de la  W-League s’arrime avec le calendrier de la NCAA aux États-Unis.

### Soccer universitaire
Le deuxième niveau du soccer féminin au Canada est le Sport interuniversitaire canadien (SIC) (appelé « Canadian Interuniversity Sport », ou CIS, en langue anglaise). Cette compétition regroupe 47 équipes féminines basées dans les principales universités du pays. Ces équipes sont répartis dans quatre conférences : Sport universitaire de l'Atlantique, Sports universitaires de l'Ontario, Association sportive universitaire de l'Ouest canadien et Réseau du sport étudiant du Québec. La saison débute lors de la rentrée scolaire de la fin d'août pour se terminer lors du weekend du championnat féminin universitaire tenu en fin de novembre. Au Québec, le Réseau du sport étudiant du Québec (RSEQ) organise une compétition, la Ligue universitaire de soccer du Québec dans les principales universités québécoises.

### Championnats amateurs
Sous ces deux niveaux, il existe, plusieurs championnats féminins organisés dans chaque province du pays par les fédérations. Ainsi au Québec, la Fédération de soccer du Québec organise la Ligue de soccer élite du Québec avec un volet féminin composé de plusieurs groupes d'âge (U-14 à U-18 et senior),.En Colombie-Britannique, la Pacific Coast Soccer League organise la compétition féminine locale.

## Historique du soccer pro au Canada

### La première grande ligue nord-américaine: la NASL
Dès sa création en 1968, la North American Soccer League, le premier grand championnat nord-américain de soccer incluait des équipes canadiennes (Vancouver Royals et Toronto Falcons). En raison de l'instabilité qui a marqué l'histoire de ce championnat, il n'y a pas eu en continu des équipes canadiennes qui y participaient mais ce fut le cas pendant la majorité de son existence. Il y eut ainsi l'Olympique de Montréal (1971-1973), les Toronto Metros rebaptisés Toronto Metros-Croatia puis Toronto Blizzard (1971-1984) qui remportèrent le titre 1976, les Vancouver Whitecaps (1974-1984) qui remportèrent le titre en 1979, les Edmonton Drillers (1979-1982), les Calgary Boomers (1981) et le Manic de Montréal (1981-1983). La NASL disparait à l'issue de la 1984.

### Les heures sombres du soccer pro nord-américains et la CSL
En 1985, à la suite de la disparition de la NASL, il ne subsiste plus en Amérique du Nord que la MISL, une ligue professionnelle de football en salle. Il faut attendre 1987 pour voir repartir le soccer professionnel au Canada, alors qu'il n'existe plus aux États-Unis. La Ligue canadienne de soccer est créée. C'est le premier unique championnat canadien véritablement national de l'histoire. Il est composé de 2 divisions, une à l'est et l'autre à l'ouest. Malheureusement il ne dure que 6 éditions et s'arrête à l'issue de la saison 1992.
1998 voit la création de l'Open Canada Cup et de la nouvelle Ligue canadienne de soccer.

### Le retour d'une grande ligue nord-américaine: la MLS
À sa création en 1996, la Major League Soccer, contrairement à la défunte NASL, ne compte pas d'équipes canadiennes. Il faudra attendre 2007 pour voir le Toronto FC devenir la première équipe canadienne de MLS. Elle est rejointe en 2011 par les Vancouver Whitecaps puis en 2012 par l'Impact de Montréal.

### Constitution d'une hiérarchie cohérente du soccer canadien
Avec l'arrivée en 2011 du FC Edmonton dans la nouvelle NASL se pose la question de la hiérarchie des compétitions où évolue des clubs canadiens. Il s'agit également de trouver une articulation entre les compétitions gérer par l'ACS et celles des fédérations provinciales. La création de la PLSQ par la Fédération de soccer du Québec en 2012 puis celle de la L1O en 2014 constituent un niveau intermédiaire entre les clubs professionnels des championnats nord-américains et les compétitions provinciales amateurs.
En novembre 2014 est organisée la première coupe interprovinciale de soccer.
À la suite d'une affaire de matchs truqués, la Ligue canadienne de soccer n'est plus reconnue par l'ACS ni la FIFA depuis 2013.